# Río Karakash
El río Karakash o Karakax (en chino, 黑玉河; pinyin, Hēiyù hé; literalmente, ‘río Jade Negro’) es un río que tras atravesar las montañas Kunlun, discurre por el desierto de Taklamakan, a través de la Región Autónoma Uigur de Sinkiang de la República Popular de China. Es la fuente principal del río Hotan, cuyas aguas, vía río Tarim, acaban en el Lop Nor. El río se encuentra parcialmente en la disputada región de Aksai Chin.

## Geografía
El río Karakash se origina cerca de Sumde, en la vertiente norte de la cordillera de los Karakórum, en Aksai Chin, parte de región histórica de Cachemira. Fluye al norte hasta Sumnal (4 737 m), luego se vuelve bruscamente hacia el noreste (bordeando las llanuras de Soda y Aksai Chin) hasta poco más allá de Palong Karpo, donde gira bruscamente hacia el noroeste, y se adentra en Sinkiang. Fluye por los ciudades de Sumgal, Fotash, Gulbashem, hasta llegar a Xaidulla.
Después el río gira bruscamente de nuevo hacia el noreste, cerca de Xaidulla, y, después de pasar por Ali Nazar cruza las montañas de la cordillera Kunlun cerca de Suget o Paso Sanju, pasando al este de Khotan, corriendo paralelo al río Yurungkash (Jade Blanco, de 513 km), al que se une cerca de Koxlax (en medio del desierto, a unos 145 km al norte de Khotan, 38°05′N 80°34′E / 38.08, 80.56), desde donde continúa hacia el norte ya como río Hotan. Este río fluye 290 kilómetros hacia el norte estacionalmente a través del desierto, pasando Piqanlik (40°03′N 80°53′E / 40.05, 80.89) y desemboca en el río Tarim (en 42°29′N 80°56′E / 42.483, 80.933).
Debido a que el río es alimentado por el deshielo de las montañas, sólo lleva agua durante el verano y se seca el resto del año. El cauce del río Hotan proporciona el único sistema de transporte a través de la cuenca del Tarim.
El río Karakash es famoso por el jade blanco y verdoso (nefrita) que lleva como cantos rodados y guijarros hacia el río Khotan, al igual que el cercano río Yurungkash (o "Jade Blanco"). El origen del jade del río procede de los yacimientos de montaña erosionados, de los cuales el más famoso está cerca, Gulbashen, en el suroeste de Sinkiang (antes Turquestán chino).
El valle del Karakash fue también una ruta de caravanas para el comercio norte-sur entre Yarkand (China) y Leh sobre el paso del Karakoram en el distrito de Leh del estado de Jammu y Cachemira (India).